# Rezolucija Vijeća sigurnosti UN-a 1025
Rezolucijom 1025 Vijeća sigurnosti Ujedinjenih naroda, jednoglasno usvojenom 30. studenoga 1995., nakon pozivanja na rezolucije 981 (1995.) i 1023 (1995.) o Hrvatskoj, Vijeće je odlučilo da mandat Operacije za obnovu povjerenja Ujedinjenih naroda (UNCRO) prestaje nakon privremene razdoblje koje završava 15. siječnja 1996.
Vijeće je još jednom potvrdilo da su Istočna Slavonija, Baranja i Zapadni Srijem (poznati kao Sektor Istok) sastavni dijelovi Hrvatske te važnost koju pridaju poštovanju ljudskih prava i temeljnih sloboda.
Djelujući prema Poglavlju VII Povelje Ujedinjenih naroda, od glavnog tajnika Boutrosa Boutrosa-Ghalija zatraženo je da do 14. prosinca 1995. izvijesti vijeće o prijedlozima za prijelaznu vlast i mirovne snage u gore navedenim regijama za provedbu Temeljnog sporazuma. Također je odlučeno da, kako bi se uspostavila prijelazna vlast, mandat UNCRO-a prestane 15. siječnja 1996. ili kada Vijeće sigurnosti odluči o raspoređivanju vlasti i mirovnih snaga.

## Vanjske poveznice
| Wikizvor | Engleski Wikizvor ima izvorni tekst na temu: United Nations Security Council Resolution 1025 |

- Text of the Resolution at undocs.org